# Liste der Kulturdenkmale in Kiel-Neumühlen-Dietrichsdorf
In der Liste der Kulturdenkmale in Kiel-Neumühlen-Dietrichsdorf sind alle Kulturdenkmale des Stadtteils Neumühlen-Dietrichsdorf der schleswig-holsteinischen Landeshauptstadt Kiel aufgelistet (Stand: 10. März 2025).
Die Bodendenkmale sind in der Liste der Bodendenkmale in Kiel aufgeführt.

## Legende
In den Spalten befinden sich folgende Informationen:
- Objekt-ID: die Nummer des Kulturdenkmales
- Lage: die Adresse des Kulturdenkmales und die geographischen Koordinaten. Kartenansicht, um Koordinaten zu setzen. In der Kartenansicht sind Kulturdenkmale ohne Koordinaten mit einem roten Marker dargestellt und können in der Karte gesetzt werden. Kulturdenkmale ohne Bild sind mit einem blauen Marker gekennzeichnet, Kulturdenkmale mit Bild mit einem grünen Marker.
- Offizielle Bezeichnung: Bezeichnung des Kulturdenkmales
- Beschreibung: die Beschreibung des Kulturdenkmales
- Bild: ein Bild des Kulturdenkmales

## Sachgesamtheiten
| Objekt-ID | Lage | Offizielle Bezeichnung       | Beschreibung | Bild |
| --------- | --- | ---------------------------- | --- | --- |
| 23969     | Probsteier Platz 1, 2, 4, 5, 7, 8, 11, 12, 13, 14, 15, 15-22, 16, 17, 18, 19, 20, 22, Eekberg 29, 31, 32, 34, Eekberg u.a., Probsteier Platz, Quittenstraße 13, 15, 17, 19, 21, 23, Quittenstraße, Quittenstraße u.a., Reichweinweg 1, 3, 5, 7, 9, Tiefe Allee 24, 27, 28, 29, 30, 31, 32, 33, 34, Tiefe Allee, Tiefe Allee u.a., Turnstraße 4, 6, 7 (54° 19′ 49″ N, 10° 11′ 13″ O) | Quartier am Probsteier Platz | Quartier am Probsteier Platz; Anlage des Platzes kurz nach 1900, Siedlungsbebauung vorrangig durch die Kieler Wohnungsbaugesellschaft mbH 1936-1938; zwei- bis viergeschossige Backsteinbauten unter Sattel- und Walmdächern, belebt durch Erker, Altane und Kunstkeramik; zu den öffentlichen Gebäuden der Siedlung zählen die Volksbadeanstalt von Johannes Garleff (1910) und die Adolf-Reichwein-Schule von Ernst Prinz (1910 -13); Siedlungsgrün und Straßenpflasterung - Begründung: geschichtlich, wissenschaftlich, künstlerisch, städtebaulich - Schutzumfang: Mietwohnungshäuser Eekberg 29, 31, 32, 34, Probsteier Platz 1, 2, 4, 5, 7, 8, 11, 12, 13, 14, 15, 16, 17, 18, 19, 20, 22, Quittenstraße 13, 15, 17, 19, 21, 23, Reichweinweg 1, 3, 5, 7, 9, Tiefe Allee 24, 27, 28, 29, 30, 31, 33, 34, Turnstraße 4, 6; Adolf-Reichwein-Schule mit Schulhofmauer, Treppe zum Reichweinweg (Tiefe Allee 32); ehem. Volksbad, Turnhalle, Freifläche mit Kastanienallee (Turnstraße 7); Probsteier Platz; Vorgartenzone Probsteier Platz 15-22; Straßenpflasterung Probsteier Platz/Eekberg, Quittenstraße; Freiflächenbegrünung Bebauung Quittenstraße 15-23 und Tiefe Allee 34; Freiflächenbegrünung mit Treppenanlage Tiefe Allee; Freiflächenbegrünung Bebauung Tiefe Allee/Eekberg/Reichweinstraße | [[Vorlage:Bilderwunsch/code!/O:Quartier am Probsteier Platz!/C:54.330171,10.186881!/D:Probsteier Platz 1, 2, 4, 5, 7, 8, 11, 12, 13, 14, 15, 15-22, 16, 17, 18, 19, 20, 22, Eekberg 29, 31, 32, 34, Eekberg u.a., Probsteier Platz, Quittenstraße 13, 15, 17, 19, 21, 23, Quittenstraße, Quittenstraße u.a., Reichweinweg 1, 3, 5, 7, 9, Tiefe Allee 24, 27, 28, 29, 30, 31, 32, 33, 34, Tiefe Allee, Tiefe Allee u.a., Turnstraße 4, 6, 7, Quartier am Probsteier Platz!/\|BW]] |

## Bauliche Anlagen
| Objekt-ID      | Lage                                                   | Offizielle Bezeichnung    | Beschreibung | Bild                             |
| -------------- | ------------------------------------------------------ | ------------------------- | --- | -------------------------------- |
| 8619           | An der Holsatiamühle 8 (54° 19′ 42″ N, 10° 11′ 16″ O)  | Langesche Mühle (Restbau) | Alteintragung (Aktualisierung vorgesehen); Dort ist heute das Restaurant „Alte Mühle“ untergebracht. - Begründung: Alteintragung (Aktualisierung vorgesehen) - Schutzumfang: Alteintragung (Aktualisierung vorgesehen) - Denkmaltyp: Bauliche Anlage | Fotos hochladen                  |
| 13719          | An der Holsatiamühle (54° 19′ 41″ N, 10° 11′ 14″ O)    | Langesche Mühle (Ruine)   | Alteintragung (Aktualisierung vorgesehen) - Begründung: Alteintragung (Aktualisierung vorgesehen) - Schutzumfang: Alteintragung (Aktualisierung vorgesehen) - Denkmaltyp: Bauliche Anlage | Fotos hochladen                  |
| 27688          | Eichenbergskamp 8 (54° 19′ 56″ N, 10° 10′ 48″ O)       | Eichenberg-Bunker         | Alteintragung (Aktualisierung vorgesehen) - Begründung: geschichtlich, wissenschaftlich, städtebaulich - Schutzumfang: gesamtes Objekt - Denkmaltyp: Bauliche Anlage | Fotos hochladen                  |
| 5270 Wikidata  | Grenzstraße 1 (54° 19′ 50″ N, 10° 10′ 40″ O)           | Alte Metallgießerei       | Alteintragung (Aktualisierung vorgesehen); Früher die Metallgießerei der Howaldt-Werke, heute ein Industriemuseum. - Begründung: Alteintragung (Aktualisierung vorgesehen) - Schutzumfang: Alteintragung (Aktualisierung vorgesehen) - Denkmaltyp: Bauliche Anlage | weitere Fotos \| Fotos hochladen |
| 4818           | Heikendorfer Weg 9–27 (54° 19′ 45″ N, 10° 10′ 59″ O)   | ehem. Anschütz-Gebäude    | Ehem. Fabrikgebäude der Firma Anschütz & Co. Gebäude erbaut 1937. Architekt Prof. Hans Hertlein, Berlin. An dieser Stätte wirkten Prof. Dr. Hermann Anschütz-Kaempfe, Erfinder des Kreiselkompasses und Prof. Albert Einstein, Nobelpreis 1921 für seine Verdienste um die Theoretische Physik, insbesondere für seine Entdeckung des Gesetzes des photoelektrischen Effektes. Das Gebäude wird heute von der Schmerzklinik Kiel, Migräne- und Kopfschmerzzentrum, bundesweites Kopfschmerz-Behandlungsnetz und Klinik für neurologisch-verhaltensmedizinische Schmerztherapie genutzt. Alteintragung (Aktualisierung vorgesehen) - Begründung: Alteintragung (Aktualisierung vorgesehen) - Schutzumfang: Alteintragung (Aktualisierung vorgesehen) - Denkmaltyp: Bauliche Anlage | Fotos hochladen                  |
| 12431          | Hertzstraße 22 - 26 (54° 20′ 1″ N, 10° 11′ 8″ O)       | Wohnhauszeile             | Alteintragung (Aktualisierung vorgesehen) - Begründung: Alteintragung (Aktualisierung vorgesehen) - Schutzumfang: Alteintragung (Aktualisierung vorgesehen) - Denkmaltyp: Bauliche Anlage | Fotos hochladen                  |
| 23431          | Hertzstraße 28 - 38 (54° 20′ 2″ N, 10° 11′ 6″ O)       | Wohnhauszeile             | Alteintragung (Aktualisierung vorgesehen) - Begründung: Alteintragung (Aktualisierung vorgesehen) - Schutzumfang: Alteintragung (Aktualisierung vorgesehen) - Denkmaltyp: Bauliche Anlage | Fotos hochladen                  |
| 14923          | Hertzstraße 35 - 49 (54° 20′ 2″ N, 10° 11′ 5″ O)       | Wohnhauszeile             | Alteintragung (Aktualisierung vorgesehen) - Begründung: Alteintragung (Aktualisierung vorgesehen) - Schutzumfang: Alteintragung (Aktualisierung vorgesehen) - Denkmaltyp: Bauliche Anlage | Fotos hochladen                  |
| 23432          | Hertzstraße 42 - 48 (54° 20′ 5″ N, 10° 11′ 7″ O)       | Wohnhauszeile             | Alteintragung (Aktualisierung vorgesehen) - Begründung: Alteintragung (Aktualisierung vorgesehen) - Schutzumfang: Alteintragung (Aktualisierung vorgesehen) - Denkmaltyp: Bauliche Anlage | Fotos hochladen                  |
| 23433          | Hertzstraße 50 - 72 (54° 20′ 7″ N, 10° 11′ 7″ O)       | Wohnhauszeile             | Alteintragung (Aktualisierung vorgesehen) - Begründung: Alteintragung (Aktualisierung vorgesehen) - Schutzumfang: Alteintragung (Aktualisierung vorgesehen) - Denkmaltyp: Bauliche Anlage | Fotos hochladen                  |
| 23426          | Hertzstraße 53 - 59 (54° 20′ 8″ N, 10° 11′ 6″ O)       | Wohnhauszeile             | Alteintragung (Aktualisierung vorgesehen) - Begründung: Alteintragung (Aktualisierung vorgesehen) - Schutzumfang: Alteintragung (Aktualisierung vorgesehen) - Denkmaltyp: Bauliche Anlage | Fotos hochladen                  |
| 23427          | Hertzstraße 61 - 65 (54° 20′ 10″ N, 10° 11′ 7″ O)      | Wohnhauszeile             | Alteintragung (Aktualisierung vorgesehen) - Begründung: Alteintragung (Aktualisierung vorgesehen) - Schutzumfang: Alteintragung (Aktualisierung vorgesehen) - Denkmaltyp: Bauliche Anlage | Fotos hochladen                  |
| 23428          | Hertzstraße 67 - 71 (54° 20′ 11″ N, 10° 11′ 8″ O)      | Wohnhauszeile             | Alteintragung (Aktualisierung vorgesehen) - Begründung: Alteintragung (Aktualisierung vorgesehen) - Schutzumfang: Alteintragung (Aktualisierung vorgesehen) - Denkmaltyp: Bauliche Anlage | Fotos hochladen                  |
| 23429          | Hertzstraße 73 - 77 (54° 20′ 13″ N, 10° 11′ 9″ O)      | Wohnhauszeile             | Alteintragung (Aktualisierung vorgesehen) - Begründung: Alteintragung (Aktualisierung vorgesehen) - Schutzumfang: Alteintragung (Aktualisierung vorgesehen) - Denkmaltyp: Bauliche Anlage | Fotos hochladen                  |
| 23434          | Hertzstraße 74 - 82 (54° 20′ 13″ N, 10° 11′ 10″ O)     | Wohnhauszeile             | Alteintragung (Aktualisierung vorgesehen) - Begründung: Alteintragung (Aktualisierung vorgesehen) - Schutzumfang: Alteintragung (Aktualisierung vorgesehen) - Denkmaltyp: Bauliche Anlage | Fotos hochladen                  |
| 23430          | Hertzstraße 79 - 81 (54° 20′ 14″ N, 10° 11′ 8″ O)      | Wohnhauszeile             | Alteintragung (Aktualisierung vorgesehen) - Begründung: Alteintragung (Aktualisierung vorgesehen) - Schutzumfang: Alteintragung (Aktualisierung vorgesehen) - Denkmaltyp: Bauliche Anlage | Fotos hochladen                  |
| 23435          | Hertzstraße 84 - 86 (54° 20′ 15″ N, 10° 11′ 10″ O)     | Wohnhauszeile             | Alteintragung (Aktualisierung vorgesehen) - Begründung: Alteintragung (Aktualisierung vorgesehen) - Schutzumfang: Alteintragung (Aktualisierung vorgesehen) - Denkmaltyp: Bauliche Anlage | Fotos hochladen                  |
| 46770          | Hertzstraße u.a. (54° 20′ 8″ N, 10° 11′ 13″ O)         | Grün- und Freiflächen     | Alteintragung (Aktualisierung vorgesehen) - Begründung: geschichtlich, städtebaulich - Schutzumfang: Alteintragung (Aktualisierung vorgesehen) - Denkmaltyp: Bauliche Anlage | BW                               |
| 14924          | Langer Rehm 35 (54° 20′ 10″ N, 10° 11′ 21″ O)          | Wohnhauszeile             | Alteintragung (Aktualisierung vorgesehen) - Begründung: Alteintragung (Aktualisierung vorgesehen) - Schutzumfang: Alteintragung (Aktualisierung vorgesehen) - Denkmaltyp: Bauliche Anlage | Fotos hochladen                  |
| 23446          | Langer Rehm 39 - 47 (54° 20′ 13″ N, 10° 11′ 21″ O)     | Wohnhauszeile             | Alteintragung (Aktualisierung vorgesehen) - Begründung: Alteintragung (Aktualisierung vorgesehen) - Schutzumfang: Alteintragung (Aktualisierung vorgesehen) - Denkmaltyp: Bauliche Anlage | Fotos hochladen                  |
| 23447          | Langer Rehm 49 - 55 (54° 20′ 16″ N, 10° 11′ 22″ O)     | Wohnhauszeile             | Alteintragung (Aktualisierung vorgesehen) - Begründung: Alteintragung (Aktualisierung vorgesehen) - Schutzumfang: Alteintragung (Aktualisierung vorgesehen) - Denkmaltyp: Bauliche Anlage | Fotos hochladen                  |
| 12429          | Lüderitzstraße 1 - 9 (54° 20′ 3″ N, 10° 11′ 18″ O)     | Wohnhauszeile             | Alteintragung (Aktualisierung vorgesehen) - Begründung: Alteintragung (Aktualisierung vorgesehen) - Schutzumfang: Alteintragung (Aktualisierung vorgesehen) - Denkmaltyp: Bauliche Anlage | Fotos hochladen                  |
| 23440          | Lüderitzstraße 4 - 8 (54° 20′ 4″ N, 10° 11′ 18″ O)     | Wohnhauszeile             | Alteintragung (Aktualisierung vorgesehen) - Begründung: Alteintragung (Aktualisierung vorgesehen) - Schutzumfang: Alteintragung (Aktualisierung vorgesehen) - Denkmaltyp: Bauliche Anlage | Fotos hochladen                  |
| 3233           | Lüderitzstraße 12 - 20 (54° 20′ 4″ N, 10° 11′ 13″ O)   | Wohnhauszeile             | Alteintragung (Aktualisierung vorgesehen) - Begründung: Alteintragung (Aktualisierung vorgesehen) - Schutzumfang: Alteintragung (Aktualisierung vorgesehen) - Denkmaltyp: Bauliche Anlage | Fotos hochladen                  |
| 11918 Wikidata | Masurenring (54° 20′ 11″ N, 10° 11′ 33″ O)             | Wasserturm Dietrichsdorf  | Der Wasserturm wurde 1905 errichtet und ist heute das Wahrzeichen und das Zentrum des Wohngebietes am Masurenring. Die Wohnungsbaugesellschaft hatte ihn 1988 von den Stadtwerken erworben, inzwischen ist er aber an einen anderen Träger übergeben. Alteintragung (Aktualisierung vorgesehen) - Begründung: geschichtlich, städtebaulich - Schutzumfang: gesamtes Objekt - Denkmaltyp: Bauliche Anlage | weitere Fotos \| Fotos hochladen |
| 12427          | Nachtigalstraße 1 - 7 (54° 20′ 11″ N, 10° 11′ 21″ O)   | Wohnhauszeile             | Alteintragung (Aktualisierung vorgesehen) - Begründung: Alteintragung (Aktualisierung vorgesehen) - Schutzumfang: Alteintragung (Aktualisierung vorgesehen) - Denkmaltyp: Bauliche Anlage | Fotos hochladen                  |
| 21769          | Nachtigalstraße 4 - 8 (54° 20′ 12″ N, 10° 11′ 19″ O)   | Wohnhauszeile             | Alteintragung (Aktualisierung vorgesehen) - Begründung: Alteintragung (Aktualisierung vorgesehen) - Schutzumfang: Alteintragung (Aktualisierung vorgesehen) - Denkmaltyp: Bauliche Anlage | Fotos hochladen                  |
| 23444          | Nachtigalstraße 10 - 20 (54° 20′ 13″ N, 10° 11′ 14″ O) | Wohnhauszeile             | Alteintragung (Aktualisierung vorgesehen) - Begründung: Alteintragung (Aktualisierung vorgesehen) - Schutzumfang: Alteintragung (Aktualisierung vorgesehen) - Denkmaltyp: Bauliche Anlage | Fotos hochladen                  |
| 21770          | Nachtigalstraße 11 - 15 (54° 20′ 11″ N, 10° 11′ 15″ O) | Wohnhauszeile             | Alteintragung (Aktualisierung vorgesehen) - Begründung: Alteintragung (Aktualisierung vorgesehen) - Schutzumfang: Alteintragung (Aktualisierung vorgesehen) - Denkmaltyp: Bauliche Anlage | Fotos hochladen                  |
| 23445          | Nachtigalstraße 22 - 32 (54° 20′ 14″ N, 10° 11′ 13″ O) | Wohnhauszeile             | Alteintragung (Aktualisierung vorgesehen) - Begründung: Alteintragung (Aktualisierung vorgesehen) - Schutzumfang: Alteintragung (Aktualisierung vorgesehen) - Denkmaltyp: Bauliche Anlage | Fotos hochladen                  |
| 3271           | Tiefe Allee 32 (54° 19′ 55″ N, 10° 11′ 12″ O)          | Adolf-Reichwein-Schule    | Adolf-Reichwein-Schule; ehem. Mädchenvolksschule; 1913-1915, Ernst Prinz; zweigeschossiger rechteckiger Backsteinbau über hohem Sockelgeschoss unter steilem ausgebautem Satteldach, mit barockisierenden Volutengiebeln und Lukarnen, Nordseite mit Freitreppe zum Haupteingang, östlich zweigeschossiger Backstein-Erweiterungstrakt unter Walmdach von 1965; Schulhofmauer; Treppe zum Reichweinweg - Begründung: geschichtlich, wissenschaftlich, künstlerisch, städtebaulich - Schutzumfang: Adolf-Reichwein-Schule, Schulhofmauer, Treppe zum Reichweinweg - Denkmaltyp: Bauliche Anlage, Sachgesamtheit: Quartier am Probsteier Platz | weitere Fotos \| Fotos hochladen |
| 4133           | Turnstraße 7 (54° 19′ 49″ N, 10° 11′ 17″ O)            | ehem. Volksbad            | ehem. Volksbad; 1910, Johann Garleff; zweigeschossiger kubischer Backsteinbau unter Walmdach mit Aufschieblingen, Längsseite mit axialem Eingangsvorbau mit Altan und rundbogigem Giebel; Heute AWO-Stadtteilzentrum „Altes Volksbad“ - Begründung: geschichtlich, künstlerisch, städtebaulich - Schutzumfang: gesamtes Objekt - Denkmaltyp: Bauliche Anlage, Sachgesamtheit: Quartier am Probsteier Platz | Fotos hochladen                  |
| 9086           | Turnstraße 7 (54° 19′ 49″ N, 10° 11′ 17″ O)            | Turnhalle                 | Turnhalle; 1910, Johann Garleff; längsrechteckiger Backsteinbau unter Schopfwalmdach, Attikageschoss mit Fußwalm an der Längsseite, Fassade mit rustizierten Lisenen - Begründung: geschichtlich, künstlerisch, städtebaulich - Schutzumfang: gesamtes Objekt - Denkmaltyp: Bauliche Anlage, Sachgesamtheit: Quartier am Probsteier Platz | Fotos hochladen                  |
| 12433          | Verdieckstraße 24 - 36 (54° 20′ 1″ N, 10° 11′ 15″ O)   | Wohnhauszeile             | Alteintragung (Aktualisierung vorgesehen) - Begründung: Alteintragung (Aktualisierung vorgesehen) - Schutzumfang: Alteintragung (Aktualisierung vorgesehen) - Denkmaltyp: Bauliche Anlage | Fotos hochladen                  |
| 21776          | Verdieckstraße 38 - 68 (54° 20′ 7″ N, 10° 11′ 17″ O)   | Wohnhauszeile             | Alteintragung (Aktualisierung vorgesehen) - Begründung: Alteintragung (Aktualisierung vorgesehen) - Schutzumfang: Alteintragung (Aktualisierung vorgesehen) - Denkmaltyp: Bauliche Anlage | Fotos hochladen                  |
| 21778          | Verdieckstraße 41 - 47 (54° 20′ 6″ N, 10° 11′ 15″ O)   | Wohnhauszeile             | Alteintragung (Aktualisierung vorgesehen) - Begründung: Alteintragung (Aktualisierung vorgesehen) - Schutzumfang: Alteintragung (Aktualisierung vorgesehen) - Denkmaltyp: Bauliche Anlage | Fotos hochladen                  |
| 21779          | Verdieckstraße 49 - 55 (54° 20′ 8″ N, 10° 11′ 16″ O)   | Wohnhauszeile             | Alteintragung (Aktualisierung vorgesehen) - Begründung: Alteintragung (Aktualisierung vorgesehen) - Schutzumfang: Alteintragung (Aktualisierung vorgesehen) - Denkmaltyp: Bauliche Anlage | Fotos hochladen                  |
| 21780          | Verdieckstraße 59 - 65 (54° 20′ 9″ N, 10° 11′ 15″ O)   | Wohnhauszeile             | Alteintragung (Aktualisierung vorgesehen) - Begründung: Alteintragung (Aktualisierung vorgesehen) - Schutzumfang: Alteintragung (Aktualisierung vorgesehen) - Denkmaltyp: Bauliche Anlage | Fotos hochladen                  |
| 21777          | Verdieckstraße 67 - 71 (54° 20′ 10″ N, 10° 11′ 17″ O)  | Wohnhauszeile             | Alteintragung (Aktualisierung vorgesehen) - Begründung: Alteintragung (Aktualisierung vorgesehen) - Schutzumfang: Alteintragung (Aktualisierung vorgesehen) - Denkmaltyp: Bauliche Anlage | Fotos hochladen                  |
| 12428          | Wißmannstraße 1 - 11 (54° 20′ 13″ N, 10° 11′ 17″ O)    | Wohnhauszeile             | Alteintragung (Aktualisierung vorgesehen) - Begründung: geschichtlich, künstlerisch, städtebaulich - Schutzumfang: Alteintragung (Aktualisierung vorgesehen) - Denkmaltyp: Bauliche Anlage | Fotos hochladen                  |
| 23441          | Wißmannstraße 2 - 8 (54° 20′ 14″ N, 10° 11′ 18″ O)     | Wohnhauszeile             | Alteintragung (Aktualisierung vorgesehen) - Begründung: Alteintragung (Aktualisierung vorgesehen) - Schutzumfang: Alteintragung (Aktualisierung vorgesehen) - Denkmaltyp: Bauliche Anlage | Fotos hochladen                  |
| 23442          | Wißmannstraße 10 - 12 (54° 20′ 15″ N, 10° 11′ 20″ O)   | Wohnhauszeile             | Alteintragung (Aktualisierung vorgesehen) - Begründung: Alteintragung (Aktualisierung vorgesehen) - Schutzumfang: Alteintragung (Aktualisierung vorgesehen) - Denkmaltyp: Bauliche Anlage | Fotos hochladen                  |
| 23443          | Wißmannstraße 14 - 16 (54° 20′ 16″ N, 10° 11′ 19″ O)   | Wohnhauszeile             | Alteintragung (Aktualisierung vorgesehen) - Begründung: Alteintragung (Aktualisierung vorgesehen) - Schutzumfang: Alteintragung (Aktualisierung vorgesehen) - Denkmaltyp: Bauliche Anlage | Fotos hochladen                  |
| 21784          | Wißmannstraße 18 - 36 (54° 20′ 16″ N, 10° 11′ 15″ O)   | Wohnhauszeile             | Alteintragung (Aktualisierung vorgesehen) - Begründung: Alteintragung (Aktualisierung vorgesehen) - Schutzumfang: Alteintragung (Aktualisierung vorgesehen) - Denkmaltyp: Bauliche Anlage | Fotos hochladen                  |
| 23436          | Woermannstraße 1 - 7 (54° 20′ 5″ N, 10° 11′ 9″ O)      | Wohnhauszeile             | Alteintragung (Aktualisierung vorgesehen) - Begründung: Alteintragung (Aktualisierung vorgesehen) - Schutzumfang: Alteintragung (Aktualisierung vorgesehen) - Denkmaltyp: Bauliche Anlage | Fotos hochladen                  |
| 12432          | Woermannstraße 4 - 22 (54° 20′ 7″ N, 10° 11′ 12″ O)    | Wohnhauszeile             | Alteintragung (Aktualisierung vorgesehen) - Begründung: Alteintragung (Aktualisierung vorgesehen) - Schutzumfang: Alteintragung (Aktualisierung vorgesehen) - Denkmaltyp: Bauliche Anlage | Fotos hochladen                  |
| 23437          | Woermannstraße 9 - 15 (54° 20′ 7″ N, 10° 11′ 10″ O)    | Wohnhauszeile             | Alteintragung (Aktualisierung vorgesehen) - Begründung: Alteintragung (Aktualisierung vorgesehen) - Schutzumfang: Alteintragung (Aktualisierung vorgesehen) - Denkmaltyp: Bauliche Anlage | Fotos hochladen                  |
| 23438          | Woermannstraße 17 - 23 (54° 20′ 8″ N, 10° 11′ 11″ O)   | Wohnhauszeile             | Alteintragung (Aktualisierung vorgesehen) - Begründung: geschichtlich, künstlerisch, städtebaulich - Schutzumfang: Alteintragung (Aktualisierung vorgesehen) - Denkmaltyp: Bauliche Anlage | Fotos hochladen                  |
| 21785          | Woermannstraße 24 - 28 (54° 20′ 10″ N, 10° 11′ 13″ O)  | Wohnhauszeile             | Alteintragung (Aktualisierung vorgesehen) - Begründung: Alteintragung (Aktualisierung vorgesehen) - Schutzumfang: Alteintragung (Aktualisierung vorgesehen) - Denkmaltyp: Bauliche Anlage | Fotos hochladen                  |
| 23439          | Woermannstraße 25 - 31 (54° 20′ 10″ N, 10° 11′ 11″ O)  | Wohnhauszeile             | Alteintragung (Aktualisierung vorgesehen) - Begründung: Alteintragung (Aktualisierung vorgesehen) - Schutzumfang: Alteintragung (Aktualisierung vorgesehen) - Denkmaltyp: Bauliche Anlage | Fotos hochladen                  |
| 53350          | Zum Kesselort 40 (54° 20′ 41″ N, 10° 10′ 41″ O)        | ehem. Offizierskasino     | ehem. Offizierskasino; Ende 1930er Jahre; ein- und zweigeschossiger Backsteinbau auf T-förmigem Grundriss mit Satteldächern, im Innern Speisesaal mit rustikaler Balkendecke; gepflasterte Zufahrt mit Grünfläche - Begründung: geschichtlich, städtebaulich - Schutzumfang: gesamtes Objekt - Denkmaltyp: ehem. Offizierskasino, Außenanlagen | BW                               |

## Bewegliche Kulturdenkmale
| Objekt-ID | Lage                                             | Offizielle Bezeichnung | Beschreibung | Bild            |
| --------- | ------------------------------------------------ | ---------------------- | --- | --------------- |
| 12568     | Eichenbergskamp 8 (54° 19′ 56″ N, 10° 10′ 48″ O) | Computerschausammlung  | Das Computermuseum der Fachhochschule Kiel wurde 2011 eingeweiht. Das Museum ist in einem ehemaligen Bunker eingerichtet worden.; Alteintragung (Aktualisierung vorgesehen) - Begründung: geschichtlich, wissenschaftlich, technisch - Schutzumfang: 28 Geräte | Fotos hochladen |

## Quelle
- Liste der Kulturdenkmale in Schleswig-Holstein – Landeshauptstadt Kiel (PDF)

- Karte mit allen Koordinaten:
- OSM |
- WikiMap